# コンピューター言語学 (ジャーナル)
Computational Linguistics（英語:  Computational Linguistics、コンピュテーショナル・リングイスティクス）はマサチューセッツ工科大学出版局が発行するオープンアクセスの査読付き学術誌。コンピューター言語学会（the Association for Computational Linguistics＝ACL）が主宰し季刊である。1974年に創刊。
論文、ごく短い論文抄約（en）および書評を掲載する。デイビッド・ヘイズ（David Hays）が創刊した1974年当時は『アメリカン・ジャーナル・オブ・コンピューテーショナル・リングイスティクス』と称し、1948年まで媒体はマイクロフィルムのみであった。編集主幹がジョージ・ヘイドーンに交代し1980年より季刊の冊子体として発行する。題名の改称は1984年、オープンアクセスに移行するのは2009年である。
逐次刊行物の引用統計を専門とする『ジャーナル・サイテーション・レポート』（Journal Citation Report）によると、インパクトファクターは1.319ポイント（2017年）。

## 歴代の編集主幹
創刊号にさかのぼり、編集主幹 を一覧にする。（丸カッコ内は在任期間、年単位）
- （1974–1978）デイヴィッド・G・ヘイズ　David G. Hays
- （1980–1982）ジョージ・ヘイドーン　George Heidorn
- （1982–1993）ジャームズ・F・アレン James F. Allen
- （1993–2003）ジュリア・ハーシュバーグ（英語版）
- （2003–2014）ロバート・デール Robert Dale
- （2014–2018）パオラ・マーロ Paola Merlo
- （2018-現在）ウィー・トー・ング Hwee Tou Ng

## 関連文献
- "Proceedings of the conference"、Association for Computational Linguistics (U.S.)、19--年、NCID AA10770655。カンファレンス予稿集。
- "American journal of computational linguistics"、Association for Computational Linguistics (U.S.)、197-年、 NCID AA00066310。
- "Conference of the European Chapter of the Association for Computational Linguistics : proceedings of the conference"、Association for Computational Linguistics. European Chapter、19--年、NCID AA12019238。ヨーロッパ支部カンファレス予稿集。